# Nowe Warpno (gmina)
Nowe Warpno – gmina miejsko-wiejska położona jest w zachodniej części województwa zachodniopomorskiego, w powiecie polickim. Siedzibą gminy jest miasto Nowe Warpno.
Jest to najmniej ludna gmina miejsko-wiejska w Polsce oraz najmniejsza pod względem ludności gmina woj. zachodniopomorskiego. Dodatkowo, obszar wiejski gminy (tzn. tereny poza miastem Nowe Warpno) jest najmniej ludnym takim obszarem na terenie gminy miejsko-wiejskiej w Polsce (liczy 473 osoby).

## Położenie
Gmina znajduje się w zachodniej części województwa zachodniopomorskiego, w północno-zachodniej części powiatu polickiego.
Według danych z 1 stycznia 2014 r. powierzchnia gminy wynosiła 197,88 km² (wraz z obszarem Zalewu Szczecińskiego, Jeziora Nowowarpieńskiego, Zatoki Nowowarpieńskiej). Gmina stanowi 29,7% powierzchni powiatu.
Sąsiednie gminy:
- Świnoujście (miasto na prawach powiatu)[a].
- Police (powiat policki)
- Stepnica (powiat goleniowski)[a]

Gmina graniczy także z Republiką Federalną Niemiec (powiat Vorpommern-Greifswald, land Meklemburgia-Pomorze Przednie)
W latach 1975–1998 gmina położona była w województwie szczecińskim.

## Miejscowości
MiastoNowe Warpno (miasto od ok. 1350 r.)
Wsie i osadyBrzózki, Warnołęka, Maszkowo, Mszczuje, Myślibórz Mały, Myślibórz Wielki, Popielewo, Trzebieradz;
Części miasta Nowe WarpnoGrądno, Karszno, Małachowo, Miroszewo, Podgrodzie, Przedborze, Rytka;
Opuszczone wsie i osadyBiałcz, Cieszkowice, Dobiesław, Gosienica, Karpinek

## Administracja i samorząd
W 2016 r. wykonane wydatki budżetu gminy Nowe Warpno wynosiły 9,5 mln zł, a dochody budżetu 8,9 mln zł. Według stanu na koniec 2016 r. samorząd nie miał zobowiązań.
Sołectwa w gminie: Brzózki, Warnołęka

## Demografia
Gmina Nowe Warpno ma najniższą liczbę ludności ze wszystkich gmin w Polsce.
Dane z 30 czerwca 2004:
| Opis                              | Ogółem | Ogółem | Kobiety | Kobiety | Mężczyźni | Mężczyźni |
| --------------------------------- | ------ | ------ | ------- | ------- | --------- | --------- |
| jednostka                         | osób   | %      | osób    | %       | osób      | %         |
| populacja                         | 1585   | 100    | 838     | 52,9    | 747       | 47,1      |
| gęstość zaludnienia (mieszk./km²) | 8      | 8      | 4,3     | 4,3     | 3,8       | 3,8       |

Gminę zamieszkuje 2,5% ludności powiatu.

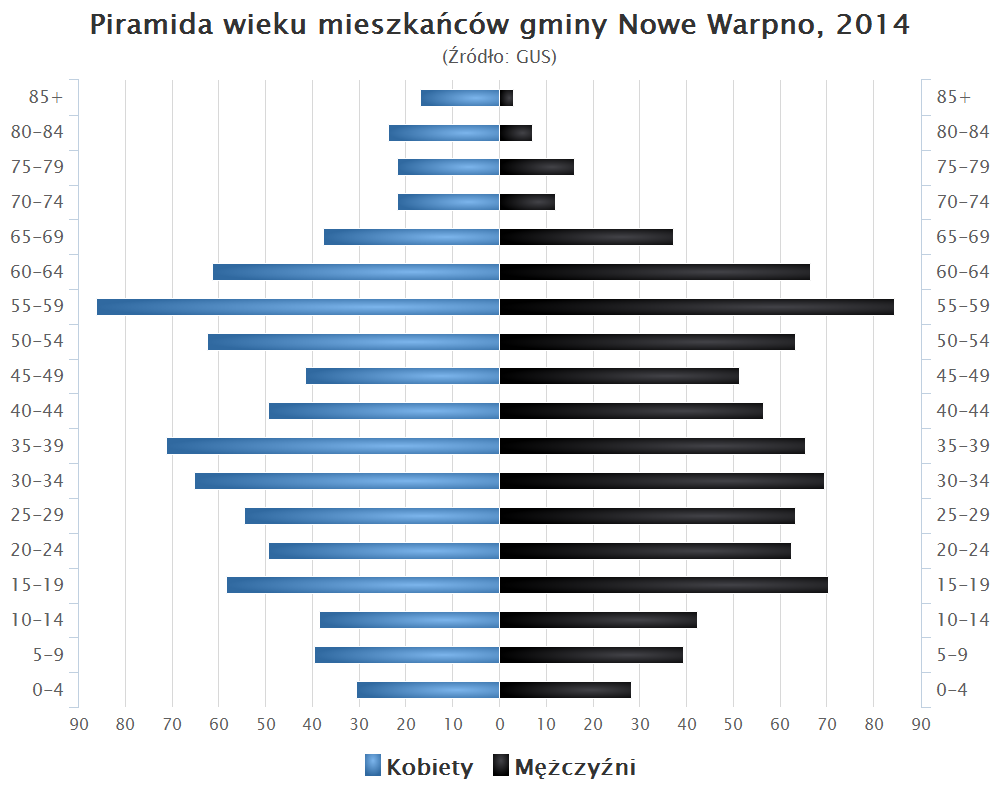
Piramida wieku mieszkańców gminy Nowe Warpno w 2014 roku

## Zabytki
- Nowe Warpno:

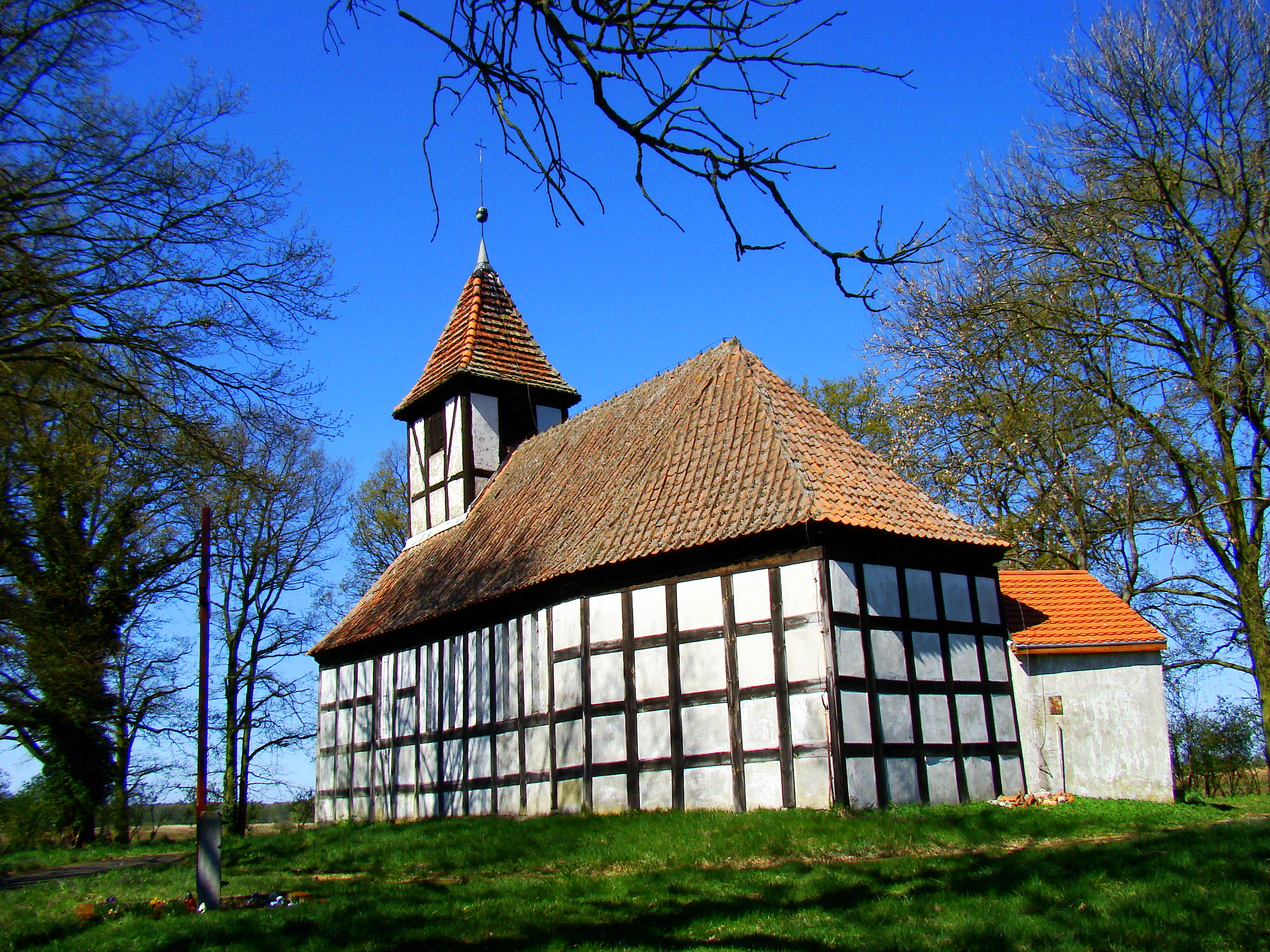
Kościół Matki Bożej Częstochowskiej w Warnołęce

1. późnogotycki kościół w Nowym Warpnie (przebudowany w XIX wieku) z barokowym wyposażeniem
2. Ratusz w Nowym Warpnie o konstrukcji ryglowej (XVIII wiek)
3. Średniowieczny układ urbanistyczny, kamienice
4. Rybackie domy ryglowe
5. Kościół św. Huberta w Karsznie (dzielnicy Nowego Warpna)

- Warnołęka:

1. Kościół Matki Bożej Częstochowskiej w Warnołęce koło Nowego Warpna

## Przyroda i turystyka

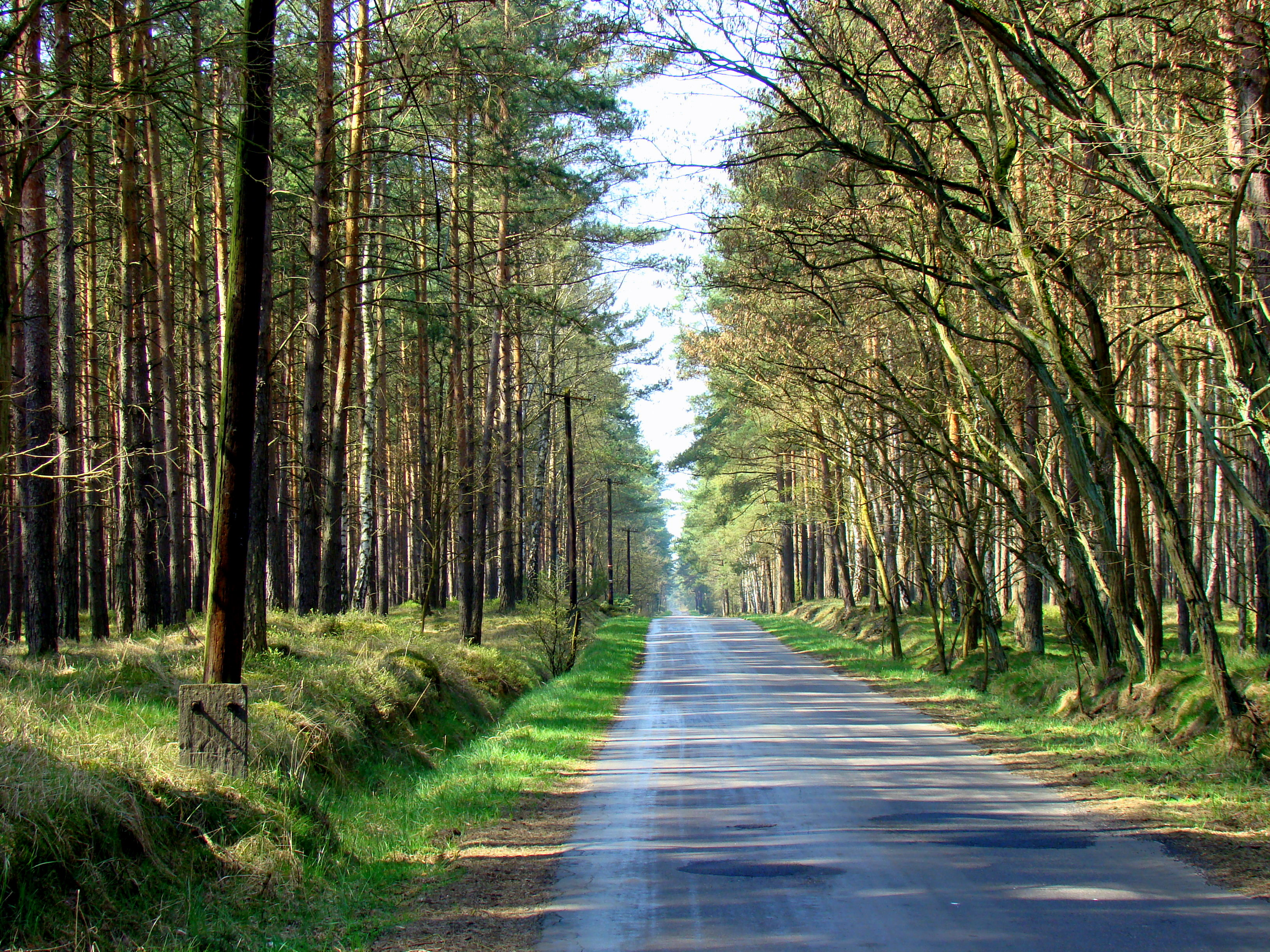
Puszcza Wkrzańska, droga z Trzebieży do Myśliborza Wielkiego

Gmina leży w regionie fizycznogeograficznym Puszcza Wkrzańska, terytorium obejmuje także południowo-zachodni fragment Zalewu Szczecińskiego oraz jego Zatokę Nowowarpieńską i Jezioro Nowowarpieńskie (część wschodnią). Niemal cała gmina jest pokryta lasami Puszczy Wkrzańskiej. Przez gminę prowadzi czerwony szlak turystyczny "Puszczy Wkrzańskiej im. Stefana Kaczmarka" z Trzebieży do osiedla Głębokie. W Nowym Warpnie czynne jest morskie przejście graniczne. Tereny leśne zajmują 38% powierzchni gminy, a użytki rolne 7%.
Baza noclegowa Nowego Warpna to ośrodek wypoczynkowy, marina, camping, pensjonat i pokoje w kwaterach prywatnych.

### Pomniki przyrody
Na terenie gminy istnieją 3 pomniki przyrody (stan na 2008 r.):
- PP-1 - siedem lip drobnolistnych o obwodach od 416 do 590 cm zlokalizowane w Karsznie (Nowe Warpno)
- PP-2 - buk zwyczajny o obw. 405 cm i wys. 25 m zlokalizowany w osadzie Mszczuje (w oddziale leśnym nr 98i)
- PP-3 - dąb szypułkowy o obw. 359 cm i wys. 30 m zlokalizowany w miejsc. Brzózki (w oddziale leśnym nr 123c)

### Użytki ekologiczne
W gminie Nowe Warpno znajdują się dwa użytki ekologiczne powołane na mocy rozporządzenia wojewody w 1999 r. (stan na 2008 r.):
- UE-1 - użytek ekologiczny "Półwysep Podgrodzie" - zlokalizowany na cyplu północnym Półwyspu Nowowarpieńskiego (działka nr 765/3 obrębu nr 2 Nowe Warpno). Jest to obiekt o znaczeniu biocenotycznym i faunistycznym. Występuje mozaika fitocenoz turzycowiskowych oraz stanowiska chronionych zwierząt lęgowych, przelotnych i zimujących.
Charakterystyka: naturalne zalewane lub podtapiane zbiorowiska szuwarowe (w tym słonolubne), położone w strefie brzegowej Zalewu Szczecińskiego, jest miejscem rozrodu lub stałego przebywania między innymi żab, węży, ptaków (perkozów, gęsi, kaczek, ptaków drapieżnych, chruścieli) oraz licznych ssaków.
- UE-2 - użytek ekologiczny "Łysa Wyspa" - zlokalizowany na wyspie Łysa Wyspa (działka nr 1035 obrębu nr 2 Nowe Warpno). Jest to wyspa z naturalną roślinnością szuwarową, w tym zbiorowiskami halofilnymi oraz stanowiskami rzadkich i zagrożonych zwierząt. 
Charakterystyka: wyspa jest miejscem stale lub okresowo zalewnym przez słonawe wody Zalewu Szczecińskiego; pokrywają ją zbiorowiska szuwarowe, w tym roślinność słonolubna. Stanowisko rozrodu oraz miejsce schronienia w okresie polęgowym dla zagrożonych gatunków ptaków wodnych (między innymi perkozy, czaple, gęsi, kaczki, chruściele, drapieżne).

### Rezerwaty przyrody
W Studium uwarunkowań i kierunków rozwoju gminy Nowe Warpno z 2008 r. przedstawiono propozycje utworzenia poniżej wymienionych rezerwatów przyrody. W 2013 r. rada gminy wyraziła negatywną opinię co do utworzenia rezerwatu "Rytka".
- R-I - "Rytka" proponowany faunistyczno-florystyczny rezerwat przyrody zlokalizowany w rejonie południowego wybrzeża Jeziora Nowowarpieńskiego i ujścia Myśliborki.
- R-II - "Wielki Karcz" - proponowany torfowiskowy rezerwat przyrody zlokalizowany 3 km na południowy zachód od Brzózek na torfowisku Puszczy Wkrzańskiej wraz z przyległymi fragmentami lasu.
- R-III - "Jezioro Myśliborskie Wielkie" - proponowany faunistyczny rezerwat przyrody obejmujący polską część jeziora.
- R-IV - "Jezioro Piaski" - proponowany torfowiskowy rezerwat przyrody zlokalizowany 4 km na południe od Brzózek i obejmujący jezioro wraz z przyległym terenem torfowiskowym.

## Komunikacja

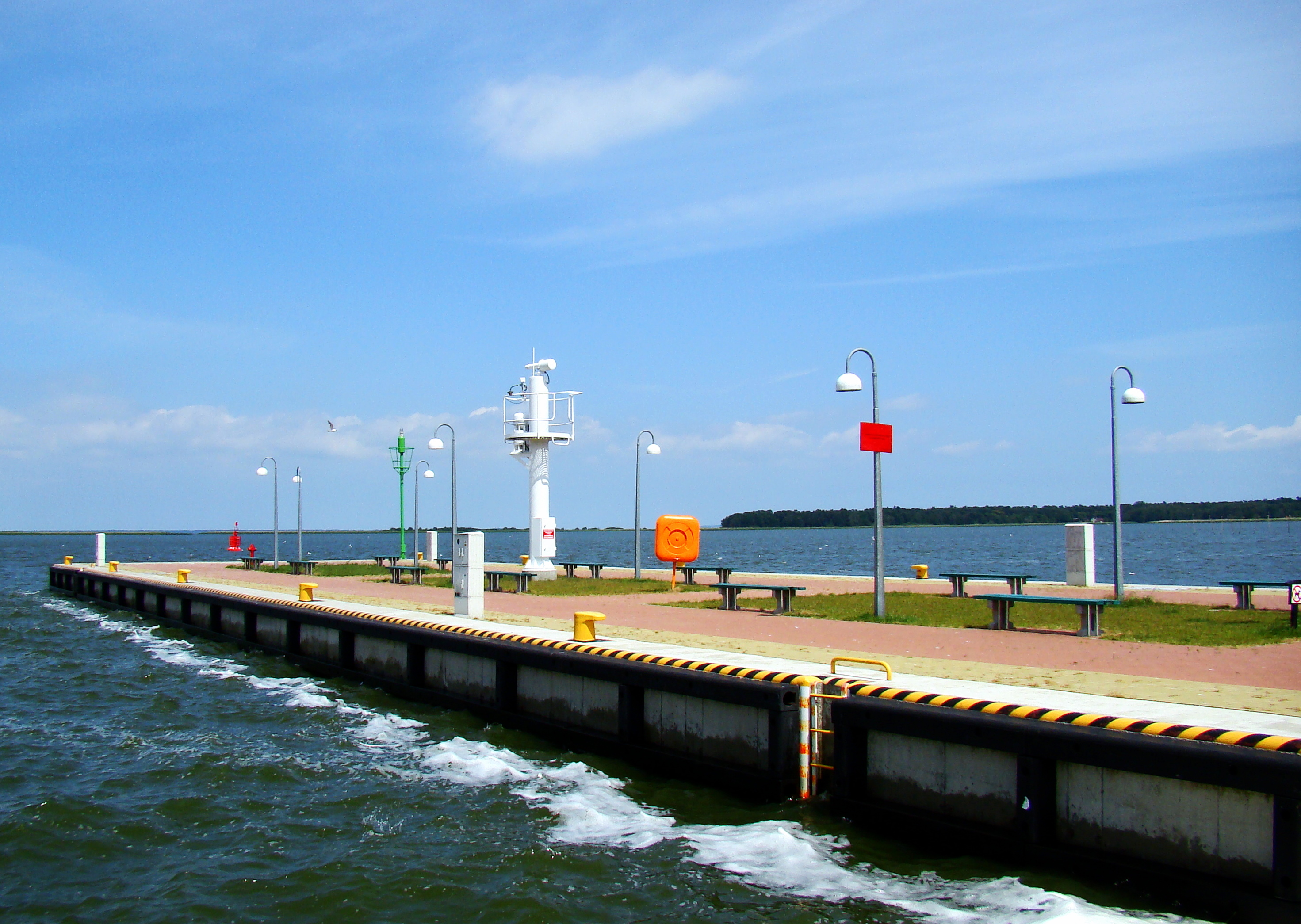
Port Nowe Warpno

Do Nowego Warpna prowadzi droga wojewódzka nr 114 łącząca z Trzebieżą (21 km) i Policami (34 km).
Nowe Warpno uzyskało połączenie kolejowe w 1906 po wybudowaniu odcinka z Glashütte. Wcześniej, w 1897 otwarty został odcinek ze Stobna Szczecińskiego przez Dobrą Szczecińską. W 1945 przecięta nowo wytyczoną granicą państwową większość linii została rozebrana. Ocalał fragment Stobno Szcz. – Dobra Szcz. W 1973 odcinek ten został zamknięty, a w 1987 część Dołuje – Dobra Szcz. rozebrana.
W gminie czynny jest urząd pocztowy Nowe Warpno (nr 72-022).